# (3802) Dornburg
(3802) Dornburg es un asteroide perteneciente al cinturón de asteroides, descubierto el 7 de agosto de 1986 por Freimut Börngen desde el Observatorio Karl Schwarzschild, en Tautenburg, Alemania.

## Designación y nombre
Designado provisionalmente como 1986 PJ4. Fue nombrado Dornburg en honor a Dornburg ciudad alemana cercana a donde se encuentra el observatorio de Tauteburgo.